# Сетевой мост
Сетевой мост (также бридж с англ. bridge) — сетевое устройство второго (канального) уровня сетевой модели OSI. Предназначен для объединения сегментов (подсетей) компьютерной сети в единую сеть.

## Принцип работы
При получении из сети кадра (пакета) мост проверяет в его заголовке MAC-адрес назначения (англ.  MAC (Media Access Control) address) и, если он принадлежит данной подсети, передаёт (транслирует) кадр дальше в тот сегмент, которому предназначался данный кадр; если кадр не принадлежит данной подсети, мост ничего не делает.

## Типы мостов
Термин «прозрачные» мосты объединяет большую группу устройств, поэтому их принято группировать в категории, базирующиеся на различных характеристиках изделий:
- Прозрачные мосты (англ. transparent bridges) объединяют сети с едиными протоколами канального и физического уровней модели OSI;
- Транслирующие мосты (англ. translating bridges) объединяют сети с различными протоколами канального и физического уровней;
- Инкапсулирующие мосты (англ. encapsulating bridges) соединяют сети с едиными протоколами канального и физического уровня через сети с другими протоколами.

## Функциональные возможности
Мост обеспечивает:
- ограничение домена коллизий
- задержку фреймов, адресованных узлу в сегменте отправителя
- ограничение перехода из домена в домен ошибочных фреймов:
  - карликов (фреймов меньшей длины, чем допускается по стандарту (64 байта))
  - фреймов с ошибками в CRC
  - фреймов с признаком «коллизия»
  - затянувшихся фреймов (размером больше, чем разрешено стандартом)

Мосты «изучают» характер расположения сегментов сети путём построения адресных таблиц вида «Интерфейс:MAC-адрес», в которых содержатся адреса всех сетевых устройств и сегментов, необходимых для получения доступа к данному устройству.
Мосты увеличивают латентность сети на 10-30 %. Это увеличение латентности связано с тем, что мосту при передаче данных требуется дополнительное время на принятие решения.
Мост рассматривается как устройство с функциями хранения и дальнейшей отправки, поскольку он должен проанализировать поле адреса пункта назначения фрейма и вычислить контрольную сумму CRC в поле контрольной последовательности фрейма перед отправкой фрейма на все порты.
Если порт пункта назначения в данный момент занят, то мост может временно сохранить фрейм до освобождения порта.

Для выполнения этих операций требуется некоторое время, что замедляет процесс передачи и увеличивает латентность.

## Дополнительная функциональность
- Обнаружение (и подавление) петель (широковещательный шторм)
- Поддержка протокола Spanning tree (остовное дерево) для разрыва петель и обеспечения резервирования каналов.
- Shortest Path Bridging является современной альтернативой старому семейству протоколов Spanning tree

## Программная реализация
Режим бриджинга присутствует в некоторых видах высокоуровневого сетевого оборудования и операционных систем, где используется для «логического объединения» нескольких портов в единое целое (с точки зрения вышестоящих протоколов), превращая указанные порты в виртуальный коммутатор. В Windows XP/2003 этот режим называется «подключения типа мост». В операционной системе Linux при объединении интерфейсов в мост создаётся новый интерфейс brN (N — порядковый номер, начиная с нуля — br0). Для создания мостов используется пакет bridge-utils, входящий в большинство дистрибутивов Linux.

## Различие между мостом и коммутатором[2]
Разница между мостом и коммутатором состоит в том, что мост в каждый момент времени может осуществлять передачу только одного потока кадров и только между двумя портами, а коммутатор способен одновременно передавать несколько потоков данных между любыми своими портами. Другими словами, мост передает кадры последовательно, а коммутатор параллельно.
Мосты используются только для связи локальных сетей с глобальными, то есть как средства удаленного доступа, поскольку в этом случае необходимость в параллельной передаче между несколькими парами портов просто не возникает.